# Syzran

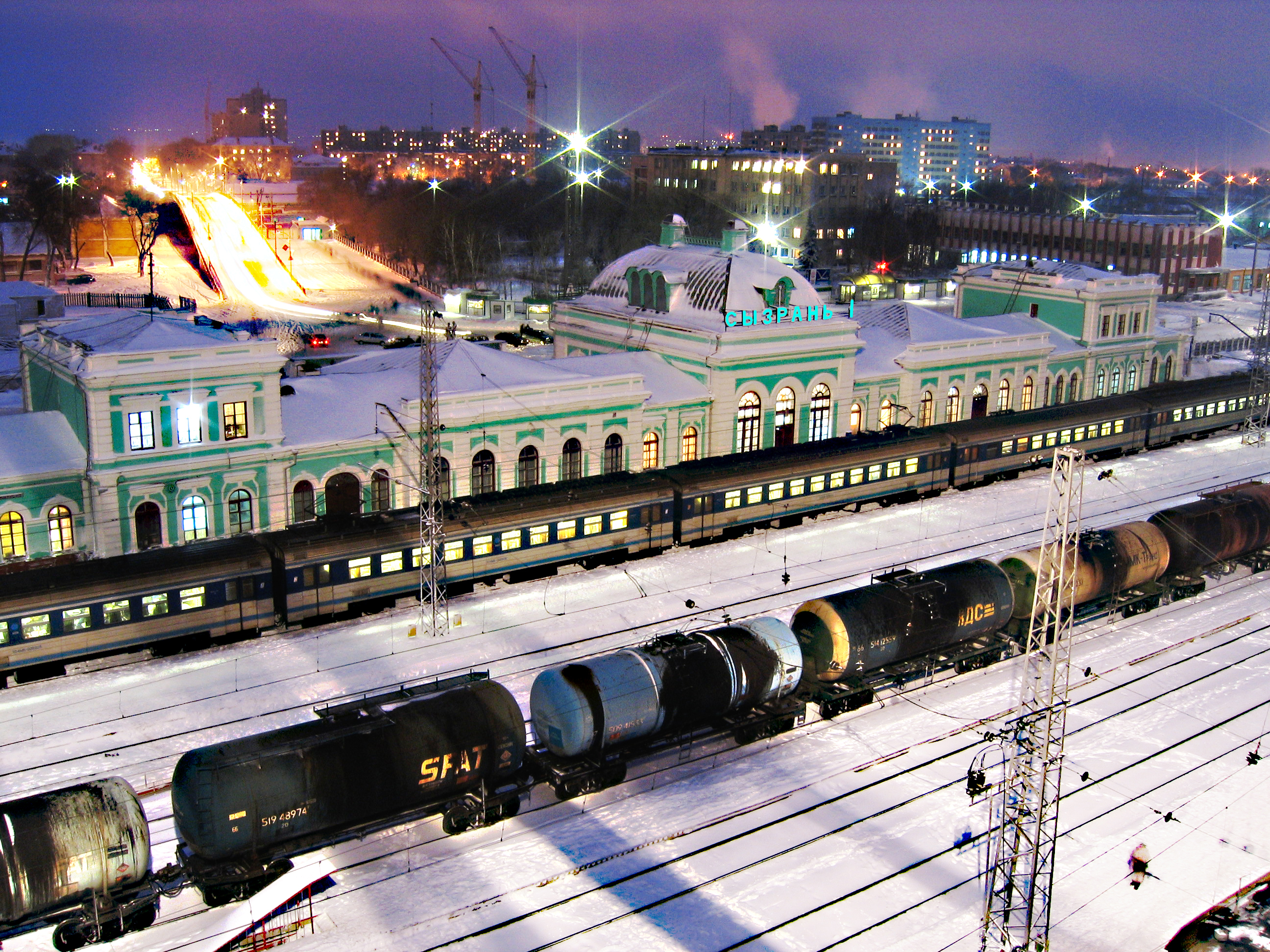
Vy över Syzran, med järnvägsstationen i förgrunden.

Syzran (ryska: Сы́зрань) är en stad i Samara oblast, Ryssland. Staden är belägen vid floden Volga och är oblastets tredje största stad. Den hade 175 222 invånare i början av 2015, med totalt 176 004 invånare inklusive en liten del landsbygd som administreras av staden.
Syzran grundades 1683 som en fästning, och har existerat som stad sedan 1796. Tornet från 1600-talsfästningen finns fortfarande kvar.